# Vörös-erdő
A Vörös-erdő (oroszul: Красный лес vagy Рыжий лес, ukránul: Червоний ліс vagy Рудий ліс) Ukrajnában található, a csernobili atomerőműtől körülbelül 8 km-re nyugatra.

## Jellemzői
Nevét onnan kapta, hogy a csernobili atomkatasztrófa által bekövetkezett radioaktív kihullás utáni napokban ez az egykori zöld fenyőerdő – szemtanúk elmondása és fényképek tanúsága szerint – vörösesbarna árnyalatban pompázott. Ez a 30 km-es zóna egyik legszennyezettebb része. 1986 nyarán, a katasztrófa sújtotta terület megtisztításakor az erdő egy részét ledózerolták, a kiirtott fák helyére 1988 és 1990 között újakat ültettek. Egyes növényeken különféle elváltozások is megfigyelhetők, például gigantizmus (óriásnövés) vagy alaki torzulás.
A katasztrófa utáni napokban csupán egy óra eltöltése a Vörös-erdőben elég lett volna ahhoz, hogy az ember halálos sugárterhelést kapjon. Manapság már sokkal kisebb az aktivitás, de még mindig nem tanácsos huzamosabb ideig ott tartózkodni. Mérések és mintavétel alkalmával védőfelszerelés viselete minden esetben kötelező.

## Az állatvilág
1986 óta az emberek belépése az erdő területére erősen korlátozott. Az erdő élővilágát az atomerőmű baleset igen súlyosan érintette, azonban az azt követő években a biodiverzitás megemelkedett, a vaddisznók száma 1986 és 1988 között például a nyolcszorosára.
A Vörös-erdő a világon a radioaktív anyagokkal leginkább szennyezett területek közé tartozik, ennek ellenére az élővilága meglepően gazdag.

## Erdőtüzek
A radioaktív szennyezés egy másik veszélyforrásért, az erdőtüzekért is felelős. Vizsgálatok szerint a kapott dózis függvényében egyre kevésbé bomlik le az avar és a fák is alig korhadnak. A jelenség legvalószínűbb magyarázata szerint a sugárzásban nem képesek megélni a lebontásért felelős élőlények és mikroorganizmusok, ez pedig avarfelhalmozódással jár. A nagy mennyiségű és száraz, radioaktív anyagokat is tartalmazó közeg könnyen lángra kap, a füstje pedig magával viheti és szétszórhatja a veszélyes izotópokat. 2018-ban és 2020-ban is több tíz hektáron gyulladt ki a Vörös-erdő az egykori Kopacsi falu közelében. Az utóbbi esetben a hatalmas füst Kijevet is elérte, azonban szerencsére ott már alig tartalmazott sugárveszélyes anyagokat.

## Külső hivatkozások
- Képek a Vörös-erdőről
- Képgaléria